# 渡邉優美
渡邉 優美（わたなべ ゆみ、1992年9月19日 - ）は、福岡県福岡市出身のボートレーサーである。同期には塩田北斗、菅章哉、佐藤翼、磯部誠、塩崎桐加らがいる。

## 来歴
- 104期訓練生としてやまと競艇学校に入学したが、初期訓練中に右手親指の腱を切る大怪我を負い、1期遅れの105期で卒業となる。養成所のリーグ戦勝率は6.11。
- 2009年11月20日、芦屋競艇場(現・ボートレース芦屋)にてデビュー（6着）。
- 2011年7月9日、ボートレース桐生「JLCオール女子戦」にて初勝利。
- 2016年1月11日、ボートレース大村「夢の初優勝男女W決定戦」にて初優勝。
- 2021年8月10日、ボートレース浜名湖「第35回レディースチャンピオン」にてGⅠ初優出（3着）。
- 2023年5月23日、地元であるボートレース芦屋で開催された「第50回ボートレースオールスター」にてSG初出場。翌年の2024年5月24日、ボートレース多摩川「第51回ボートレースオールスター」にてSG初勝利。
- 2024年2月25日、ボートレースびわこ「第8回レディースオールスター」にて特別戦（GⅡ）初優勝。
- 2025年3月3日、ボートレース若松「ヴィーナスＳ２２戦マクール杯ナイトプリンセスカップ」にて節目の700勝を優勝で飾った。若松初優勝で福岡3場を制覇した[2][3]。
- 2025年8月1日現在、女子戦優勝14回、男女混合戦優勝4回。

## 人物・エピソード
- 父親は美容室を営んでおり、大のボートレースファンである。父親の勧めで中学三年生の時に難関であるやまと競艇学校に一発で合格した[4][5]。
- 好物はビールとチキン南蛮。
- オフの日はホットヨガ、岩盤浴、銭湯巡りや、プロ野球シーズン中は大ファンである福岡ソフトバンクホークスの応援に行くことが多い。
- レースに出場していない時は、丸野一樹がアンバサダーを務める京都市内のジム「MARUNO Conditioning Gym」に通ってトレーニングをすることもある。
- 神里琴音は渡邉の人間性やレースに対する考えに惹かれ、レース終わりに渡邉をカフェへ呼び出し「弟子にして下さい!」と懇願し、弟子となった[6]。
- ファンへの対応は「神対応」で、前検の出待ちができた時代は、時間ギリギリまでサインや写真撮影に応えていた。
- 福岡支部のボートレーサーを中心に結成している「ポンコツ会」のメンバーであり[7]、レースに出場していない時はポンコツ会のトークショーに出演することも多い[8]。また、酒好きなポンコツ会メンバーの中でも随一の酒豪として知られている。